# 国際公会計基準
国際公会計基準（こくさいこうかいけいきじゅん、英語: International Public Sector Accounting Standards、IPSAS）とは、国際会計士連盟（International Federation of Accountants、IFAC）の国際公会計基準審議会（IPSASB）が定める公的部門の会計基準である。

## 基準の一覧
基準表題の日本語訳は、日本公認会計士協会の公会計委員会による翻訳とは一部異なるが、国際財務報告基準と同一の用語は、企業会計基準委員会（ASBJ）によるその正式な日本語訳における訳語に統一した。
- IPSAS 1 財務諸表の表示
- IPSAS 2 キャッシュ・フロー計算書
- IPSAS 3 会計方針、会計上の見積りの変更及び誤謬
- IPSAS 4 外国為替レート変動の影響
- IPSAS 5 借入コスト
- IPSAS 6 連結及び個別財務諸表
- IPSAS 7 関連会社に対する投資
- IPSAS 8 共同支配企業に対する持分
- IPSAS 9 交換取引からの収益
- IPSAS 10 超インフレ経済下における財務報告
- IPSAS 11 工事契約
- IPSAS 12 棚卸資産
- IPSAS 13 リース
- IPSAS 14 報告日後の事象
- IPSAS 15 金融商品：開示及び表示
- IPSAS 16 投資不動産
- IPSAS 17 有形固定資産
- IPSAS 18 セグメント別報告
- IPSAS 19 引当金、偶発債務及び偶発資産
- IPSAS 20 関連当事者についての開示
- IPSAS 21 非資金生成資産の減損
- IPSAS 22 一般政府セクターの財務情報の開示
- IPSAS 23 非交換取引による収益（租税及び移転）
- IPSAS 24 財務諸表における予算情報の表示
- IPSAS 25 従業員給付
- IPSAS 26 資金生成資産の減損
- IPSAS 27 農業
- IPSAS 28 金融商品：表示
- IPSAS 29 金融商品：認識及び測定
- IPSAS 30 金融商品：開示
- IPSAS 31 無形資産
- IPSAS 32 サービス委譲契約：委譲者
- IPSAS 33 発生主義IPSASの初度適用
- IPSAS 34 個別財務諸表
- IPSAS 35 連結財務諸表
- IPSAS 36 関連会社及び共同支配企業に対する投資
- IPSAS 37 共同支配の取決め
- IPSAS 38 他の企業への関与の開示
- IPSAS 39 従業員給付
- IPSAS 40 公的部門の結合
- IPSAS 41 金融商品
- IPSAS 42 社会給付

## IPSASと日本の公会計との相違点
- 日本国政府の財務書類や地方公会計の統一的な指針では、会計年度終了後数か月間の現金出納は前年度に帰属するものとして記録され、報告される（出納整理期間）。
- 日本国政府の連結財務書類は貸借対照表日の12か月後に公表される。これに対し、IPSAS第１号第69項は、報告日の６か月以内の発行を要求している。
- 租税等収入は、資産・負債差額増減計算書において、あたかも納税者からの出資であるかのように仮定して表示される。これは、IPSAS第23号第62項及び公開草案第71号「履行義務のない収益」の第92項で否定されている考え方である。
- 日本国政府の財務業績計算書には収益がなく、費用だけである。